# Vexitomina
Vexitomina là một chi ốc biển, là động vật thân mềm chân bụng sống ở biển trong họ Turridae.

## Các loài
Các loài thuộc chi Vexitomina bao gồm:
- Vexitomina coriorudis (Hedley, 1922)[2]
- Vexitomina coxi (Angas, 1867)[3]
- Vexitomina garrardi Laseron, 1954[4]
- Vexitomina metcalfei (Angas, 1867)[5]
- Vexitomina optabilis (Murdock & Suter, 1906)[6]
- Vexitomina pilazona Laseron, 1954[7]
- Vexitomina radulaeformis (Weinkauff & Kobelt, 1876)[8]
- Vexitomina regia (Reeve, 1842)[9]
- Vexitomina sinensis Ma, 1989[10]
- Vexitomina suavis (Smith E. A., 1888)[11]
- Vexitomina torquata Laseron, 1954[12]